# Cedric Bozeman
Cedric Rudolph Bozeman (Los Ángeles, California, 7 de marzo de 1983) es un exjugador de baloncesto estadounidense, profesional durante doce temporadas. Con 1,98 metros de estatura, jugaba en la posición de base.

## Trayectoria deportiva

### Universidad
Tras haber disputado en 2011 el prestigioso McDonald's All-American Game, jugó durante cuatro temporadas con los UCLA de la Universidad de California, Los Ángeles, en las que promedió 6,6 puntos, 3,2 rebotes y 3,6 asistencias por partido. En 2004 lideró la Pacific-10 Conference en asistencias, promediando 5,5 por partido.

### Profesional
Tras no ser elegido en el Draft de la NBA de 2006, fichó por los Atlanta Hawks, con los que disputó 23 partidos, en los que promedió 1,1 puntos y 1,0 rebotes, antes de ser despedido en el mes de enero.
Poco después fichó por los Albuquerque Thunderbirds de la NBA D-League, con los que jugó 14 partidos como titular, promediando 15,3 puntos y 10,1 asistencias.
Posteriormente fichó por el BC Oostende de la liga belga, donde promedió 4,6 puntos en 10 partidos disputados. Tras ser cortado, fichó por el Energa Czarni Słupsk polaco, donde acabó la temporada promediando 5,2 puntos y 2,4 rebotes por partido.
Regresó a su país para jugar en los Anaheim Arsenal de la NBA D-League, en una temporada en la que disputó el All-Star Game. Acabó promediando 19,3 puntos y 6,3 rebotes por partido.
Tras jugar un año en los Beijing Ducks de la liga china, fichó por el Belgacom Liege Basket,sportando.com para regresar posteriormente a la NBA D-League para jugar en los Reno Bighorns, donde promedió 12,2 puntos y 5,5 asistencias, y después en los Maine Red Claws.
En 2012 jugó en la liga filipina y al año siguiente en el Westports Malaysia Dragons malayo. En 2013 fichó por el Toshiba Brave Thunders japonés, donde en su primera temporada promedió 13,3 puntos y 4,8 rebotes por partido.

## Estadísticas de su carrera en la NBA

### Temporada regular
| Temp.   | Edad | Equipo        | Liga | Pos. | P  | TIT | MIN | TC  | TCA | %TC  | 3P  | 3PA | %3P  | 2P  | 2PA | %2P  | TL  | TLA | %TL  | R.OF. | R.DEF. | REB | ASIS | ROB | TAP | PER | FP  | PTS |
| 2006-07 | 23   | Atlanta Hawks | NBA  | SG   | 23 | 5   | 8.7 | 0.5 | 1.7 | .282 | 0.1 | 0.6 | .154 | 0.4 | 1.1 | .346 | 0.1 | 0.3 | .333 | 0.1   | 0.9    | 1.0 | 0.4  | 0.2 | 0.1 | 0.4 | 1.4 | 1.1 |
| Total   |      |               | NBA  |      | 23 | 5   | 8.7 | 0.5 | 1.7 | .282 | 0.1 | 0.6 | .154 | 0.4 | 1.1 | .346 | 0.1 | 0.3 | .333 | 0.1   | 0.9    | 1.0 | 0.4  | 0.2 | 0.1 | 0.4 | 1.4 | 1.1 |